# Oliver Freund
Oliver Freund (Friburgo in Brisgovia, 15 aprile 1970) è un ex calciatore tedesco, di ruolo centrocampista.

## Palmarès

### Club

#### Competizioni nazionali
- Campionato tedesco di seconda divisione: 1

Friburgo: 1992-1993
- Coppa di Germania: 1

Hannover: 1991-1992